# Atlantis The Palm, Dubai
Koordinaten: 25° 7′ 51,3″ N, 55° 7′ 1,9″ O
Das Atlantis The Palm, Dubai ist ein Luxushotel und -resort auf der Palm Jumeirah in Dubai, Vereinigte Arabische Emirate. Das Atlantis The Palm war das erste Hotel der künstlich erbauten Palmeninsel und wurde im September 2008 eröffnet. Das Thema des Hotels ist die versunkene Stadt Atlantis, beinhaltet jedoch zahlreiche arabische Elemente.

## Lage
Das Atlantis The Palm ist neben dem Atlantis Paradise Island auf den Bahamas das zweite Megaluxushotel von Sol Kerzner. Das Hotel befindet sich an der Spitze der Palm Jumeirah, einer der künstlich erschaffenen Palmeninseln Dubais. Die Anlage auf dem nördlichen Wellenbrecher ist gut erreichbar durch einen sechsspurigen Unterwassertunnel sowie seit 2009 mit der Dubai Monorail über ihre aufgeständerte Schienenstrecke, die am Ende über das Wasser einschwebt.

## Ausstattung

### Hotel – Faktensammlung

#### Gebäudedetails
- Höhe: rund 100 m
- Etagen: 22
- Zimmer: 1.539
- Beton: 500.000 m³
- Stahlträger: 58.000 km
- Restaurants: 23
- Ballsaal: 2.100 m²
- Beinhaltet außerdem: eine mittelgroße Einkaufszeile mit Markenangeboten, insbesondere Juwelen und Uhren
- Angestellte: 3.500 aus 82 Nationen, die insg. 102 Sprachen sprechen
- Listenpreis (Doppelzimmer): 530 € / Nacht[2]

#### Brückensuite
- Lage: über dem Zentralen Verbindungsbogen, in dem 22. Stockwerk
- Fläche: 924 m²
- Esstisch mit 18 Sitzplätzen
- Kosten: 25.000 € bzw. 30.000 USD pro Nacht[2][3]

#### Aquarium
- Name: Ambassador Lagoon
- Lage: Zieht sich durch die ganze Hotelanlage
- Volumen: 11 Mio. Liter Wasser
- Dicke der Acrylglaswände: 77 cm
- Panorama-Glasscheiben (Restaurants, Suiten): 15 m²
- Fische: 65.000 und Meerestiere
- Fischpfleger: 165, darunter 3 Tierärzte für Flossentiere[2]

#### Unterwasser-Suite
- Kosten: unterschiedlich, je nach Saison von 600- über 1000 € / Person / Nacht
- Anzahl: 2 Stück auf 3 Etagen
- Fläche: je 165 m²[2]

### Weiteres
Ein 17 Hektar großer Aquapark (Aquaventure) mit Wasserrutschen, Lagunen und einer Vielzahl weiterer Freizeiteinrichtungen ist Bestandteil der insgesamt 48 Hektar großen Hotelanlage. 25.000 Kubikmeter Wasser werden hierfür eingesetzt.
Ebenso windet sich ein 2,5 km langer befahrbarer Wasserlauf durch die Freizeitanlage. In der „Dolphin Bay“ können Gäste mit trainierten Delfinen schwimmen. Dafür wurden 28 vortrainierte Delfine von den Salomonen umquartiert und monatelang vor Ort akklimatisiert. Ein weiterer Teil des Wasser-Vergnügungsparks „Aquaventure“ bietet zahlreiche Poolanlagen und mit „historischen“, bis zu über 30 m hohen Versatzstücken umbaute Rutschen, unter anderem eine Wasserbahn – „Shark Attack“ –, in der man durch ein mit Glasscheiben gesichertes Haifischbecken gleitet.
Auch der Mythos der versunkenen Stadt Atlantis wird hinter Glas als „The Lost Chambers“ im „Ambassador Lagoon“ zum Leben erweckt: Zu sehen sind Tunnel, unterirdische Gänge, echte und künstliche Wracks, Objekte mit Schätzen, ein zerschelltes Flugzeug und im Wasser „versunkene“ Straßen und Plätze, die mit einer Hieroglyphenschrift verziert worden sind, wobei man sorgsam darauf geachtet hat, dass diese keinen Sinn ergeben. Der Strandbereich mit Liegewiesen und Sonnenterrassen erstreckt sich auf ca. 1,5 km. Die Kosten für die Planung und Errichtung der Anlage werden von den Investoren mit 1,8 Mrd. US-$ beziffert. Die Gesamtanlage ist auf die Benutzung durch zahlende Gäste von außerhalb des Hotels ausgelegt und angewiesen. Es werden täglich etwa 5000–6500 Menschen erwartet, welche die Attraktionen erleben möchten.

## Eröffnung
Kurz vor der betrieblichen Eröffnung im September 2008 kam es zu einem Brand im Atlantis The Palm. Das Feuer brach in der Lobby des Hotels aus, verursachte jedoch nur einen begrenzten Schaden. Der Brand wurde vermutlich durch Schweißarbeiten ausgelöst.
Am 20. November 2008 fand die Einweihungsfeier des Hotels im Rahmen der offiziellen Einweihung der Palm Jumeirah vor 2000 geladenen Gästen mit einer rund 28 Millionen Dollar teuren Party statt. Höhepunkte waren ein über die ganze Insel ausgebreitetes rund 15 Minuten dauerndes Feuerwerk, angeblich das „größte Einzelfeuerwerk aller Zeiten“, welches allein 20 Millionen Dollar verschlungen haben soll, sowie der Auftritt von Kylie Minogue. Dieses 60 Minuten dauernde Konzert kostete weitere 3,5 Millionen Dollar Gage. Es wurde berichtet, dass für die bloße Anwesenheit von David Beckham und Victoria Beckham eine Million Dollar geflossen seien. Atlantis-Besitzer Kerzner räumte ein, dass man die Superparty wohl anders gestaltet hätte, wenn man nicht so spät in den Vorbereitungen von der Weltfinanzkrise überrascht worden wäre.